# Buczkowice
Buczkowice is een dorp in het Poolse woiwodschap Silezië, in het district Bielski (Silezië). De plaats maakt deel uit van de gemeente Buczkowice en telt 4000 inwoners.